# Helina maculipennis
Helina maculipennis este o specie de muște din genul Helina, familia Muscidae, descrisă de Zetterstedt în anul 1845. Conform Catalogue of Life specia Helina maculipennis nu are subspecii cunoscute.